# 사미 나세리

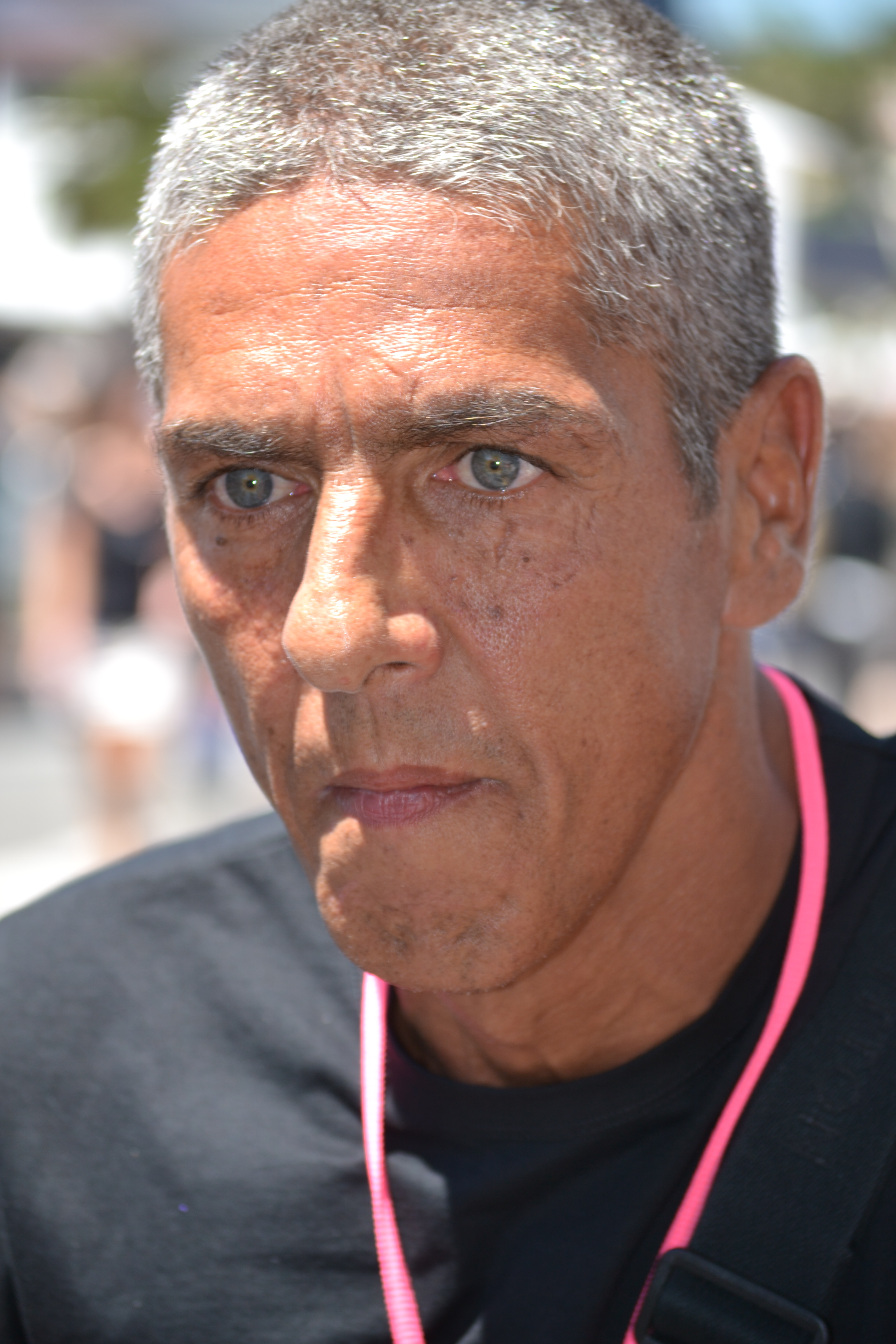
사미 나세리 (2011년)

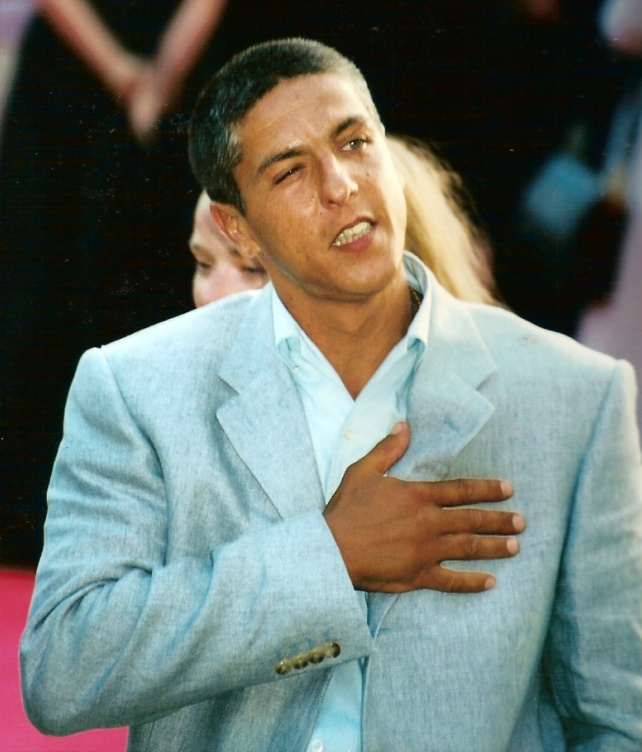
사미 나세리 (2000년)

사미 나세리(Samy Naceri, 본명: 사이드 나세리(Saïd Naceri), 1961년 7월 2일 ~ )는 프랑스의 영화 배우이다. 알제리 이민 출신인 아버지의 아들로 태어났으며 대표적인 출연 작품으로는 《택시》 연작(1998-2007)이 있다.

## 사생활
2009년 1월 살인 미수 혐의로 체포되었다.

## 출연 작품
- 레옹 (1994)
- 택시 (1998)
  - 택시 2 (2000)
  - 택시 3 (2003)
  - 택시 4 (2007)
- 네스트 (2002)
- 니모를 찾아서 (2003) - 프랑스어 더빙

## 같이 보기
- 프레데리크 디펜탈
- 마리옹 코티야르
- 엠마 비클룬드
- 베르나르 파시